# عصام سعد
عادل السيد سعد محمد والمعروف بـعصام سعد لاعب كرة قدم مصري في مركز حراسة المرمى، ويلعب حاليًا لنادي ميجا سبورت.